# Saint-Germain-d’Esteuil
Saint-Germain-d’Esteuil – miejscowość i gmina we Francji, w regionie Nowa Akwitania, w departamencie Żyronda.
Według danych na rok 1990 gminę zamieszkiwało 1020 osób, a gęstość zaludnienia wynosiła 23 osób/km² (wśród 2290 gmin Akwitanii Saint-Germain-d’Esteuil plasuje się na 422. miejscu pod względem liczby ludności, natomiast pod względem powierzchni na miejscu 149.).